# Alphonse Hemeleers
Alphonse Hemeleers (Brussel, 6 februari 1855 - Schaarbeek, 28 juni 1937) was een Belgisch volksvertegenwoordiger.

## Levensloop
Beroepshalve handelaar, werd Hemeleers in 1894 verkozen tot katholiek volksvertegenwoordiger voor het arrondissement Brussel. Hij vervulde dit mandaat tot in 1900.